# Jeux globaux de 2023
Navigation
2019
Les Jeux globaux de 2023 (en anglais 2023 Global Games) sont une compétition internationale de sport adapté qui s'est déroulée du 4 au 10 juin 2023 à Vichy en France.
La compétition, préparatoire aux Jeux paralympiques d'été de 2024, accueille 1 200 athlètes (dont 160 sportifs français) d'une quarantaine de nations dans treize disciplines.

## Historique

### Choix de la ville
La Fédération internationale des sports pour les personnes handicapées mentales (International Sports Federation for Persons with Intellectual Disability, ou INAS, ancien nom de Virtus) a annoncé début 2018 l'ouverture d'un appel d'offres pour l'accueil de la sixième édition des Jeux globaux prévue pour 2023. Les pays devaient candidater jusqu'au 30 avril 2018. Au 31 mai, l'Argentine, l'Inde, le Japon et le Mexique avaient candidaté pour accueillir la compétition.
Le 19 septembre 2019, Laurent Wauquiez, président de la région Auvergne-Rhône-Alpes, a annoncé la candidature de la Fédération française du sport adapté pour accueillir les Global Games à Vichy, en présence de Gérard Larcher, président du Sénat,, et de Sandrine Chaix, conseillère spéciale régionale au handicap.
Le 6 septembre 2020, la Fédération française du sport adapté annonce que la ville de Vichy accueillera l'édition 2023 des Jeux globaux. Le choix de la ville a notamment été porté par l'accueil d'équipes nationales (l'équipe de Slovaquie de football pour le championnat d'Europe de football 2016) ou de délégations olympiques (l'équipe américaine de natation pour les Jeux olympiques d'été de 2012), la rénovation des installations sportives du site du CREPS Auvergne-Rhône-Alpes / Vichy ou le label « Terre de Jeux » en vue des Jeux olympiques et paralympiques de 2024.
Le compte à rebours (J-365) a été lancé le 4 juin 2022 par Sandrine Chaix, vice-présidente de la région Auvergne-Rhône-Alpes déléguée à la vie sociale et au handicap ; Robyn Smith, vice-présidente de Virtus et membre du Comité directeur paralympique international ; Marc Truffaut, président de la Fédération française du sport adapté ; et Timothé Ivaldi, pongiste haut-savoyard médaillé de bronze par équipes lors de l'édition précédente. La Fédération française du sport adapté a tenu une assemblée générale à Vichy ce jour afin de découvrir les sites de compétition, dont certains, comme le gymnase double, étaient encore en construction.

### Engagement du gouvernement français
Dans une question orale du sénateur de l'Isère Michel Savin (Les Républicains), le gouvernement français semble mal prendre en compte l'intérêt de la pratique sportive des personnes en situation de handicap, malgré les performances exceptionnelles de certains athlètes ayant connu des parcours difficiles. Sarah El Haïry, secrétaire d'État auprès du ministre de l'Éducation nationale, de la Jeunesse et des Sports, chargée de la jeunesse et de l'engagement, rappelle l'importance de cet événement, inscrit « au calendrier des grands événements paralympiques internationaux par la délégation interministérielle aux grands événements sportifs » et soutenu à hauteur de 700 000 euros, avec un accompagnement  de 900 000 euros de l'Agence nationale du sport pour la Fédération française du sport adapté et ses sportifs de haut niveau.

## Organisation

### Organisation de la compétition
La compétition est organisée au niveau international par Virtus, et en France par la Fédération française du sport adapté. C'est la première fois que les Jeux globaux se déroulent en France depuis leur création, à la suite de la tricherie de l'équipe d'Espagne de basket-ball aux Jeux paralympiques de Sydney, en 2000. Douze ans plus tard, seules trois disciplines — athlétisme, natation et tennis de table — restent ouvertes à la qualification aux Jeux qui ne peuvent être disputés que par les déficients intellectuels.
Elle a nécessité la mobilisation de près de 1 600 personnes, dont 400 bénévoles, 300 officiels et près de mille athlètes. L'équipe de France rassemble 236 membres, dont 156 sportifs.

### Partenaires
Dans le cadre de cet événement, plusieurs partenariats ont été signés, dont la région Auvergne-Rhône-Alpes, qui a proposé une offre de transports gratuits pour les comités départementaux de sport adapté, une offre événementielle sur le TER et diverses actions de communication.

### Athlètes participants
La compétition accueille des athlètes en situation de handicap mental ou psychique. Peuvent participer les athlètes des trois catégories suivantes : II1 (déficients intellectuels), II2 (porteurs de trisomie 21) et II3 (personnes autistes) ; une catégorie est également réservée pour les personnes autistes sans déficience intellectuelle.
La France est représentée, dans cette édition, par 160 athlètes, dont Léa Ferney, pongiste médaillée d'argent aux Jeux paralympiques de Tokyo, Lucas Créange, pongiste médaillé de bronze aux derniers Jeux paralympiques, Florent Coqueugniot, rameur titré au niveau international ou encore l'athlète Nicolas Virapin. Lors de l'édition précédente, qui s'est tenue en 2019 à Brisbane, la France avait terminé en quatrième position avec 87 médailles (39 en or, 23 en argent et 25 en bronze).
En raison du conflit entre l'Ukraine et la Russie, les athlètes russes ne sont pas invités à cette compétition, mais une délégation ukrainienne est présente.
Nations présentes
- Australie : avec 121 athlètes, elle est la deuxième nation la plus représentée[14] ;
- Autriche (ÖBSV (de)) ;
- Belgique ;
- Brésil ;
- Bulgarie ;
- Canada ;
- Colombie ;
- Croatie ;
- Tchéquie ;
- Équateur ;
- Égypte ;
- Estonie ;
- Îles Féroé ;
- Finlande ;
- Allemagne ;
- Grande-Bretagne (35 athlètes, porte-drapeaux Ellen Stephenson (natation) et Dominic Iannotti (tennis)[15]) ;
- Grèce ;
- Hong Kong ;
- Hongrie ;
- Inde ;
- Israël ;
- Italie ;
- Japon ;
- Kazakhstan ;
- Macao ;
- Mexique ;
- Pays-Bas ;
- Nouvelle-Zélande ;
- Pérou ;
- Pologne ;
- Portugal ;
- République de Corée ;
- Espagne ;
- Taipei chinois ;
- Thaïlande ;
- Turquie ;
- Ukraine ;
- États-Unis ;
- France.

## La compétition

### Cérémonies d'ouverture et de clôture
La cérémonie d'ouverture des Jeux globaux de 2023 a eu lieu le 4 juin 2023 ; les athlètes ont défilé dans le centre-ville de Vichy, entre le parvis de l'hôtel de ville et le palais des congrès,. Les nations défilent dans l'ordre alphabétique anglophone, en commençant par l'Australie[réf. nécessaire], et en terminant par la France, emmenée par les porte-drapeaux Laure-Hélène Oger (basket) et Axel Parisot (natation). Le serment est prononcé par l'athlète bourbonnais Gaël Geffroy et la nageuse savoyarde Marie Graftiaux.
La cérémonie de clôture se tient le 10 juin 2023 au théâtre de verdure, sur le site du parc omnisports Auvergne-Rhône-Alpes — Vichy, territoire communal de Bellerive-sur-Allier.

### Sites de compétitions
Les compétitions ont principalement lieu à Vichy, à Bellerive-sur-Allier ou à Cusset. Deux compétitions ont lieu en dehors de ces trois villes.
| Lieu                                                                    | Commune                                                | Coordonnées                 | Sports                                         |
| ----------------------------------------------------------------------- | ------------------------------------------------------ | --------------------------- | ---------------------------------------------- |
| Lac d'Allier                                                            | Vichy (rive droite) Bellerive-sur-Allier (rive gauche) | 46° 07′ 48″ N, 3° 24′ 50″ E | Aviron                                         |
| Palais des Sports Pierre-Coulon (dans le parc omnisports Pierre-Coulon) | Bellerive-sur-Allier                                   | 46° 08′ 20″ N, 3° 24′ 23″ E | Basket-ball                                    |
| Stade d'athlétisme (dans le parc omnisports Pierre-Coulon)              | Bellerive-sur-Allier                                   | 46° 08′ 13″ N, 3° 24′ 07″ E | Athlétisme                                     |
| CREPS Auvergne-Rhône-Alpes — Vichy                                      | Bellerive-sur-Allier                                   | 46° 07′ 57″ N, 3° 24′ 09″ E | Aviron indoor, futsal, judo, karaté, taekwondo |
| Stade aquatique                                                         | Bellerive-sur-Allier                                   | 46° 07′ 39″ N, 3° 23′ 51″ E | Natation                                       |
| COSEC                                                                   | Bellerive-sur-Allier                                   | 46° 07′ 11″ N, 3° 23′ 56″ E | Handball                                       |
| Sporting Tennis                                                         | Bellerive-sur-Allier                                   | 46° 07′ 09″ N, 3° 24′ 50″ E | Tennis                                         |
| Stade équestre du Sichon                                                | Vichy                                                  | 46° 07′ 58″ N, 3° 25′ 30″ E | Équitation                                     |
| Complexe sportif des Darcins                                            | Cusset                                                 | 46° 08′ 09″ N, 3° 26′ 56″ E | Tennis de table                                |
|                                                                         | Magnet                                                 |                             | Cyclisme sur route                             |
| Vélodrome du CREPS Centre-Val de Loire                                  | Bourges                                                | 47° 06′ 28″ N, 2° 25′ 06″ E | Cyclisme sur piste                             |

### Disciplines représentées
Treize disciplines sont représentées :
- athlétisme ;
- aviron (indoor et outdoor) ;
- basket-ball ;
- cyclisme sur piste ;
- cyclisme sur route ;
- équitation ;
- futsal ;
- judo ;
- karaté ;
- natation ;
- taekwondo ;
- tennis ;
- tennis de table.

Seules trois sont inscrites aux Jeux paralympiques pour le sport adapté : l'athlétisme, la natation et le tennis de table,.

## Programme et résultats
Les jours de compétition proviennent du site officiel.

### Athlétisme
Les épreuves d'athlétisme se sont tenues du 6 au 9 juin, dans le stade d'athlétisme du parc omnisports.

### Aviron

#### Aviron (à l'extérieur)
Les épreuves d'aviron à l'extérieur ont eu lieu sur le lac d'Allier, les 5 et 6 juin.

#### Aviron (en salle)
Les épreuves d'aviron en salle se sont tenues les 8 et 9 juin au CREPS Auvergne-Rhône-Alpes / Vichy.

### Basket-ball
Les épreuves de basket-ball se sont tenues du 5 au 10 juin au palais des sports Pierre-Coulon.

### Cyclisme

#### Cyclisme sur piste
Les épreuves de cyclisme sur piste se sont tenues les 8 et 9 juin au vélodrome du CREPS Centre-Val de Loire, à Bourges.

#### Cyclisme sur route
Les épreuves de cyclisme sur route ont eu lieu du 5 au 7 juin à Magnet.
Le 5 juin, le contre-la-montre par équipes a réuni onze équipes (l'Australie, la Belgique, l'Équateur, l'Estonie, Israël, le Japon, le Kazakhstan, les Pays-Bas, le Portugal et la République de Corée, ainsi que la France, championne du monde en titre depuis 2017) et vingt-deux participants.

### Équitation
Les épreuves d'équitation se sont tenues les 8 et 9 juin au stade équestre du Sichon, à Vichy.
Pour la première fois de l'histoire des Jeux globaux, les chevaux ont été sélectionnés en présentiel. Dix-neuf cavaliers de huit pays concourraient. L'Institut français du cheval et de l'équitation a mis à disposition des chevaux issus de structures équestres auvergnates, à la demande de la Fédération française du sport adapté (les athlètes espagnols, français et taïwanais montaient leurs propres chevaux).
L'Australie a remporté la médaille d'or ; la France termine en troisième position.

### Futsal
Les épreuves de futsal se sont tenues du 5 au 10 juin au CREPS Auvergne-Rhône-Alpes / Vichy.
L'équipe de France de futsal para adapté s'est inclinée en finale le 10 juin face au Portugal, et remporte la médaille d'argent.

### Handball
Les épreuves de handball se sont tenues du 5 au 7 juin au COSEC de Bellerive-sur-Allier.
En finale, la Pologne s'est imposée face au Portugal 24-20.

### Judo
Les épreuves de judo se sont tenues les 6 et 7 juin au CREPS Auvergne-Rhône-Alpes / Vichy.

### Karaté
Les épreuves de karaté se sont tenues le 8 juin au CREPS Auvergne-Rhône-Alpes / Vichy.

### Natation
Les épreuves de natation se sont tenues du 5 au 9 juin au stade aquatique. Y participaient :
- Maely Chevalier – II1
- Assya Maurin Espiau – II1
- Simon Blaise – II1
- Matthis Daniel – II1
- Nathan Maillet – II1
- Jordan Meny – II1
- Delphine André – II2
- Marie Graftiaux – II2
- Carla Rapicano – II2
- Cléo Renou – II2
- Axel Belig – II2
- Raphaël Dutay – II2
- Clément Colomby – II2
- Amaury Lepine – II2
- Cédric Matilla – II2
- Maëllys Drean – II3
- Manon Etringer – II3
- Adrien Barraud – II3
- Florentin Delacour – II3
- Axel Parisot – II3
- Mattéo Tatoli – II3

Au total, les nageurs ont ramené, à la France, 30 médailles d'or, 16 médailles d'argent et 10 médailles de bronze.

### Taekwondo
Les épreuves de taekwondo se sont tenues le 9 juin au CREPS Auvergne-Rhône-Alpes / Vichy.

### Tennis
Les épreuves de tennis se sont tenues du 5 au 10 juin au Sporting Tennis de Bellerive-sur-Allier.

### Tennis de table
Les épreuves de tennis de table se sont tenues du 5 au 10 juin à la maison des sports de Cusset.

## Tableau des médailles
À l'issue de l'événement, la France finit première nation avec 189 médailles, dont 88 en or, 56 en argent et 45 en bronze,.
| Rang  | Nation           | Or  | Argent | Bronze | Total |
| ----- | ---------------- | --- | ------ | ------ | ----- |
| 1     | France           | 88  | 56     | 45     | 189   |
| 2     | Australie        | 42  | 41     | 42     | 125   |
| 3     | Italie           | 30  | 27     | 30     | 87    |
| 4     | Brésil           | 30  | 18     | 6      | 54    |
| 5     | Danemark         | 15  | 8      | 5      | 28    |
| 6     | Espagne          | 13  | 16     | 17     | 46    |
| 7     | Hong Kong        | 13  | 11     | 12     | 36    |
| 8     | Japon            | 12  | 14     | 12     | 38    |
| 9     | Ukraine          | 12  | 6      | 7      | 25    |
| 10    | Mexique          | 12  | 4      | 11     | 27    |
| 11    | Égypte           | 11  | 4      | 11     | 26    |
| 12    | Portugal         | 9   | 16     | 10     | 35    |
| 13    | Grande-Bretagne  | 9   | 11     | 9      | 29    |
| 14    | Israël           | 9   | 6      | 4      | 19    |
| 15    | États-Unis       | 8   | 6      | 9      | 23    |
| 16    | Équateur         | 7   | 8      | 5      | 20    |
| 17    | Pologne          | 7   | 4      | 6      | 17    |
| 18    | Belgique         | 7   | 2      | 5      | 14    |
| 19    | Corée du Sud     | 4   | 3      | 7      | 14    |
| 20    | Suède            | 4   | 0      | 1      | 5     |
| 21    | Turquie          | 3   | 4      | 4      | 11    |
| 22    | Taipei chinois   | 2   | 3      | 3      | 8     |
| 23    | Colombie         | 2   | 2      | 2      | 6     |
| 24    | Allemagne        | 1   | 3      | 1      | 5     |
| 25    | Pays-Bas         | 1   | 2      | 1      | 4     |
| 26    | Hongrie          | 1   | 1      | 4      | 6     |
| 27    | Islande          | 1   | 1      | 2      | 4     |
| 28    | Finlande         | 1   | 0      | 0      | 1     |
| 28    | Canada           | 1   | 0      | 0      | 1     |
| 28    | Pérou            | 1   | 0      | 0      | 1     |
| 31    | Kazakhstan       | 0   | 4      | 0      | 4     |
| 32    | Autriche         | 0   | 3      | 2      | 5     |
| 33    | Tchéquie         | 0   | 2      | 2      | 4     |
| 34    | Bulgarie         | 0   | 2      | 1      | 3     |
| 25    | Inde             | 0   | 2      | 0      | 2     |
| 36    | Nouvelle-Zélande | 0   | 1      | 1      | 2     |
| 37    | Croatie          | 0   | 1      | 0      | 1     |
| 38    | Macao            | 0   | 0      | 3      | 3     |
| 39    | Îles Féroé       | 0   | 0      | 2      | 2     |
| 39    | Estonie          | 0   | 0      | 2      | 2     |
| Total | Total            | 356 | 292    | 284    | 932   |